# Bác Ngao

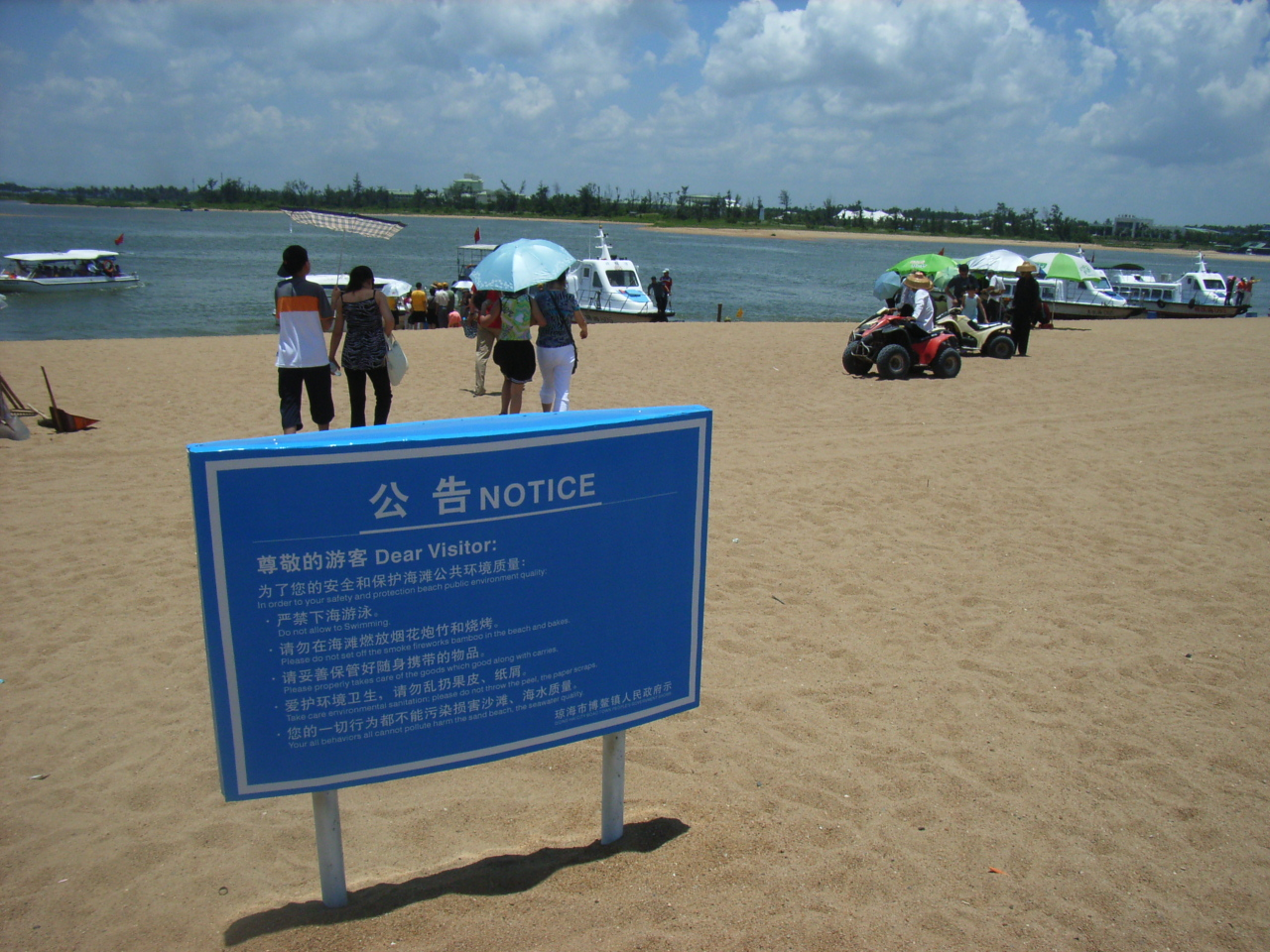
Bãi biển ở Bác Ngao

Bác Ngao (giản thể: 博鳌; phồn thể: 博鰲; bính âm: Bó'áo)，là một trấn thuộc huyện cấp thị Quỳnh Hải, tỉnh Hải Nam, Trung Quốc. Trấn này có diện tích 31 km², tọa lạc ở bờ biển phía đông Quỳnh Hải, nơi sông Vạn Tuyền đổ vào biển. Trấn này giáp Biển Đông về phía đông, phía nam giáp Vạn Ninh, tây giáp hương Hàn Dương và hương Thượng Dũng, bắc giáp trấn Đàm Môn. Cự ly so với Hải Khẩu là 105 km, cách Tam Á 180 km. Kinh tế chủ yếu là nông và ngư nghiệp. Đây là nơi diễn ra diễn đàn Bác Ngao về châu Á vào năm 2009.